# مهدی لواسانی
 مهدی لواسانی  (زاده ۱۹ تیر ۱۳۲۶ در تهران) بازیکن سابق فوتبال ایرانی است. وی سابقه بازی در باشگاه فوتبال تاج تهران را دارد. او به همراه تاج قهرمان جام باشگاه های آسیا شد.
لواسانی ۷ بازی نیز ملی در کارنامه دارد.